# Forskronlav
Forskronlav (Pachyphiale ophiospora) är en lavart som beskrevs av Georg Lettau. Forskronlav ingår i släktet Pachyphiale, och familjen Gyalectaceae. Arten är reproducerande i Sverige.